# Hieracium protractum
Hieracium protractum là một loài thực vật có hoa trong họ Cúc. Loài này được (Fr.) Lindeb. mô tả khoa học đầu tiên năm 1877.